# Alois Haider
Alois Haider (* 3. Mai 1948 in Amstetten/Niederösterreich) ist ein österreichischer Schriftsteller.

## Leben
Alois Haider studierte Theaterwissenschaft und Kunstgeschichte an der Universität Wien. Er schloss dieses Studium 1978 mit der Promotion zum Doktor der Philosophie ab. Nach einer praktischen Ausbildung zum Theaterregisseur wirkte er als Autor mit an den Texten des Wiener Kabaretts „Simpl“.
1988 nahm er am Ingeborg-Bachmann-Wettbewerb in Klagenfurt teil.
Alois Haider ist Verfasser von erzählerischen Werken, Lyrik und Theaterstücken.
1986 wurde Alois Haider mit dem Anerkennungspreis des Landes Niederösterreich für Kleinkunst ausgezeichnet.

## Werke
- Standorte und solange du schweigst, (Gedichte und Kurzprosa zusammen mit Gernot Hierhammer und Fritz Steiner) 1976
- Die Geschichte des Stadttheaters St. Pölten von 1820 - 1975, (Dissertation) 1978
- Marlene, (Musikalische Revue über das Leben von Marlene Dietrich) 1985
- Kasperl und Sepperl auf der Suche nach dem Christstern, (Kinderstück) 1992
- Die Liebe ist ein Verbrechen, (Schauspiel) 2000
- Vom Traum zum Albtraum, (Erzählung) 2005
- Die Wegbereiter, (Roman) 2006
- Die Diktatur der Unfähigen, (Roman) 2008
- Die kalte Frau, (Kriminalkomödie), 2010
- Papier, (Roman), 2011
- Der Knoten der Einsamkeit, (Erzählung) 2015
- Als es noch Jahreszeiten gab, (Erzählung) 2023

## Theateraufführungen
- Standorte und Solange durch Schweigst, Gedichte und Kurzprosa
- Das harte Brot der Heiterkeit, 26 Kabarettnummern
- Der Oberrevident und Nägel für ein Kreuz, Hörfunk des ORF, Landesstudio NÖ
- Marlene, musikalische Revue über das Leben Marlene Dietrichs an zahlreichen Bühnen Deutschlands und als Tourneeproduktion mit Heidi Brühl, 1991–1994
- Starker Tobak und Die Pfarrersköchin, Lustspiele im bayrischen Fernsehen 1997/98
- Hexenprozess, Das Spiel um Macht und Recht, Kreuzritter und Sommertheater, 1994–1998
- Der Untergang des römischen Imperiums, Beamtenkomödie, 1989
- Brüderlein Halt, Schauspiel, Musik Gerhard Stein, Stadttheater St. Pölten 2000
- Was kümmert uns das Ende, Uraufführung des Waldviertler Totentanzes, Musik Gerhard Stein, Pfarrkirche Marbach/D und Basilika Ma.Taferl, 2001
- Der Besserwisser, Komödie, 2003
- Letzter Fisch, Komödie, 2004
- Profit, Schauspiel, 2005
- Heiliger Hipolyt schau oba, ein heiteres Schauspiel aus der 850-jährigen Geschichte der Stadt St. Pölten 2009, Uraufführung am 13. November 2009 im Theater Forum St.Pölten.
- Wein-Kabarett, heitere Kabarettszenen rund um den Wein, 2010.